# Patrick Monteiro de Barros
Patrício Miguel Guerry Monteiro de Barros, conhecido como Patrick Monteiro de Barros é um empresário português e um dos principais proponentes da construção de centrais nucleares em Portugal.

## Negócios
- General Manager Supply da Sociedade Nacional de Petróleos (SONAP) de 1967 a 1971, e Director de 1971 a 1975.[2]
- Vice-Presidente Sénior da Philipp Brothers de 1975 a 1987.[2]
- Director Executivo da Argus Resources Ltd. desde 1988.[2]
- Presidente e Director Executivo da Sigmoil Resources de 1987 a 1988.[2]
- Director da Portugal Telecom SGPS S.A. desde 2002.[2]
- Director da Petrogal de 1995 a 2000.[2]
- Director da Vodafone Telecel de 1992 a 1998.[2]
- A 2012-01-24, a Petroplus, uma companhia petrolífera suíça da qual Patrick Monteiro de Barros era accionista e membro do conselho de administração, declarou-se insolvente.[3]
- A 2014-07-08 foi comunicado à CMVM que Patrick Monteiro de Barros estaria de saída da administração do Espírito Santo Financial Group.[4]